# Synthymia dubiosa
Synthymia dubiosa är en fjärilsart som beskrevs av Brandt 1938. Synthymia dubiosa ingår i släktet Synthymia och familjen nattflyn. Inga underarter finns listade i Catalogue of Life.